# Bolesław Hebrowski
Bolesław Hebrowski, ps. „Czyżyk”, (ur. 20 lutego 1921 w Słonimie, zm. 25 czerwca 2014 we Wrocławiu) – polski żołnierz podziemia niepodległościowego w czasie II wojny światowej – 77 Pułku Piechoty AK Okręgu Nowogródzkiego, II batalionu „Krysi”.

## Życiorys
Za zasługi w czasie II wojny światowej odznaczony m.in. Krzyżem Walecznych (za zdobycie Radunia) i awansowany do stopnia porucznika. W latach 1944–1946 więzień sowieckiego łagru w Kałudze. Absolwent pierwszego powojennego roku na Politechnice Wrocławskiej i późniejszy jej wykładowca. Prezes, a następnie Honorowy Prezes Oddziału Dolnośląskiego Polskiego Zrzeszenia Inżynierów i Techników Sanitarnych (PZITS), Członek Honorowy PZITS oraz Członek Honorowy Wrocławskiej Rady Federacji Stowarzyszeń Naukowo-Technicznych NOT. Był autorem projektów technicznych z zakresu gospodarki wodnej w wielu kluczowych zakładach przemysłowych w całym kraju – takich jak: Kombinat Górniczo-Hutniczy Miedzi, Zakłady Mechaniczne „Ursus”, Fabryka Samochodów Ciężarowych w Starachowicach, Huta Miedzi „Legnica”, Huta Cynku „Miasteczko Śląskie”, Huta Stalowa Wola, Huta Ostrowiec, Cementownia Warta oraz wrocławskich: Polar, Pafawag, Hutmen, Pilmet, Dolmel i Hydral.
Zmarł 25 czerwca 2014. Został pochowany na Cmentarzu Grabiszyńskim we Wrocławiu.

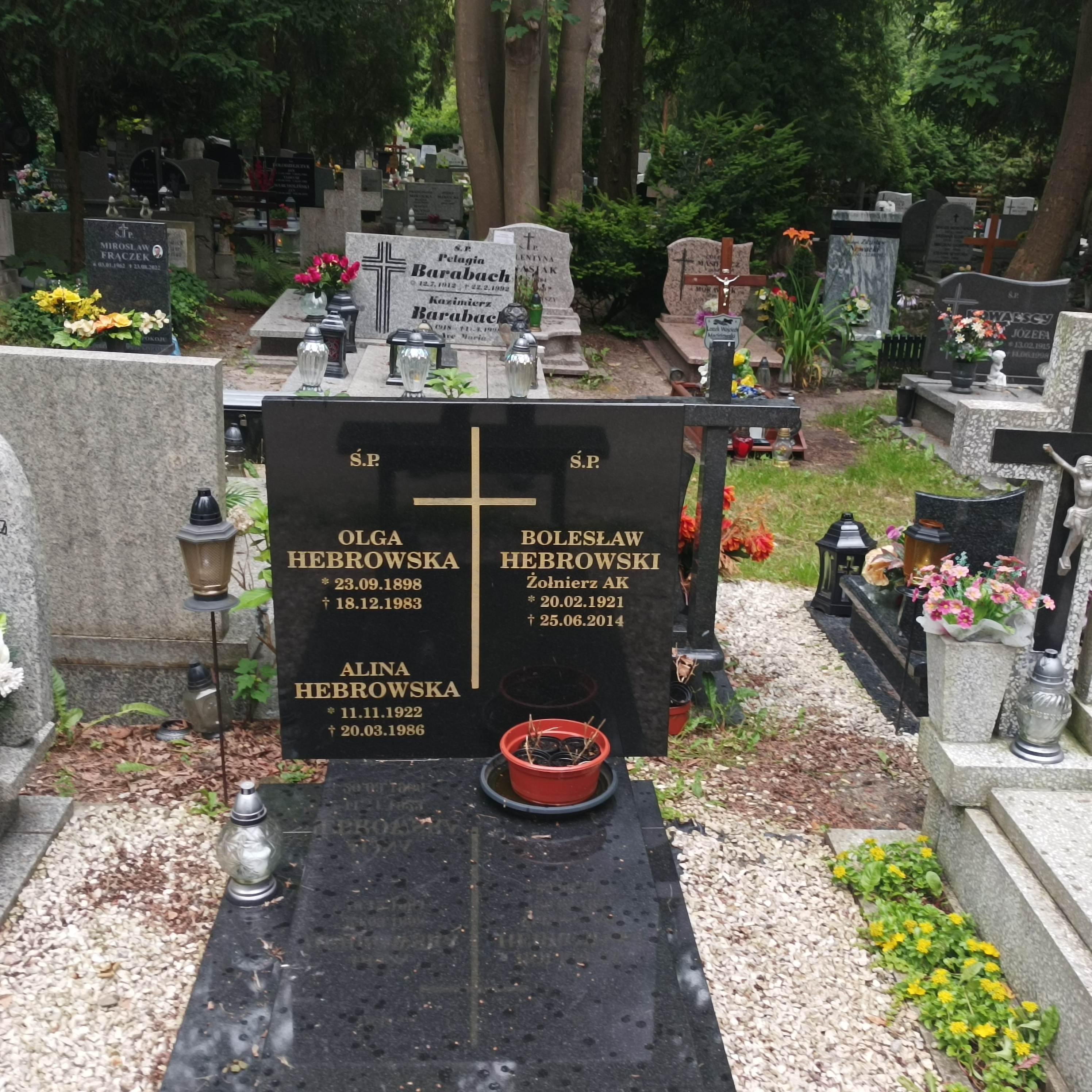
Grób Bolesława Hebrowskiego na Cmentarzu Grabiszyńskim

## Odznaczenia
- Krzyż Oficerski Orderu Odrodzenia Polski (1987)[10]
- Krzyż Kawalerski Orderu Odrodzenia Polski (1978)[10]
- Krzyż Walecznych (1967)[10]
- Złoty Krzyż Zasługi (1967)[10]
- Medal za Długoletnie Pożycie Małżeńskie (1999)[10]
- Krzyż Partyzancki (1968)[10]
- Krzyż Armii Krajowej (1994)[10]
- Medal Zwycięstwa i Wolności 1945
- Krzyż Zesłańców Sybiru
- Medal 30-lecia Polski Ludowej
- Medal 40-lecia Polski Ludowej (dwukrotnie)
- Medal „Pro Memoria”
- Odznaka Honorowa Zasłużonego Pracownika Rady Narodowej (1972)[10]
- Złota Odznaka Zasłużonego dla Budownictwa i Przemysłu (1976)[10]
- Złota Odznaka za Zasługi dla Ochrony Środowiska i Gospodarki Wodnej (1990)[10]
- Złota Odznaka Zasłużonego dla woj. Wrocławskiego i Miasta Wrocławia (1985)[10]
- Srebrna Odznaka Zasłużonego dla Dolnego Śląska (1973)[10]
- Odznaka Budowniczego Wrocławia (1969)[10]
- Odznaka Budowniczego LGOM (1973)[10]
- Złota Odznaka TMW (1997)[10]
- Złota i Srebrna Odznaka Honorowa PZITS (1972 i 1966)[10]
- Diamentowa, Złota i Srebrna Odznaka Honorowa NOT (2010, 1975 i 1969)[10]
- Medal im. prof. Zygmunta Rudolfa (2000)[10]
- Złota Odznaka Politechniki Wrocławskiej (1991)[10]
- Order Męczeństwa i Zwycięstwa
- Krzyż Walki o Niepodległość
- Krzyż Więźnia Politycznego

## Publikacje
- Kaługa, Biblioteczka Represjonowanych, Wrocław 1989
- Walka z okupantem na terenach wileńsko-nowogródzkich w latach 1939-1945 – Wspomnienia uczestników i moje własne, Wrocław 1989
- Erik. Wspomnienia poświęcone Erikowi Hansenowi w 70-lecie jego urodzin, Wrocław 1989
- Puszkarnia, Bydgoszcz 1999
- Skorbuciany 1943–1944, Bydgoszcz 1999
- Moje wspomnienia, Wrocław 2002
- Informacje i wydarzenia bardziej i mniej ciekawe, Wrocław 2007
- Hansenowie, Wrocław 2010

Ponadto jest autorem 15 publikacji naukowych z zakresu gospodarki wodnej, 6 publikacji dotyczących działalności PZITS, 3 publikacji dotyczących Politechniki Wrocławskiej oraz 1 innej publikacji wspomnieniowej.